# Lars Thörn
Lars Einar Vilhelm Thörn (Eskilstuna, 26 september 1904 - Bromma, 9 oktober 1990) was een Zweeds zeiler.
Thörn won tijdens de Olympische Zomerspelen 1956 de gouden medaille in de 5,5 meter klasse. Acht jaar later moest Thörn genoegen nemen met de zilveren medaille.

## Resultaten

### Olympische Zomerspelen
| Jaar | Plaats    | Resultaten       |
| ---- | --------- | ---------------- |
| 1956 | Melbourne | 5,5 meter klasse |
| 1964 | Tokio     | 5,5 meter klasse |

1952: Britton Chance / Michael Schoettle / Edgar White / Sumner White
1956: Hjalmar Karlsson / Sture Stork / Lars Thörn
1960: George O’Day / Jim Hunt / Dave Smith
1964: Bill Northam / Peter O’Donnel / James Sargeant
1968: Jörgen Sundelin / Peter Sundelin / Ulf Sundelin